# Hubertus Guske
Hubertus Guske (* 21. März 1930 in Breslau, Niederschlesien) ist ein ehemaliger deutscher Journalist, Kirchenfunktionär und Politiker der Blockpartei Christlich-Demokratische Union Deutschlands (DDR). Er war Chefredakteur der katholischen Monatszeitschrift begegnung, Generalsekretär der Berliner Konferenz Europäischer Katholiken und inoffizieller Mitarbeiter des DDR-Staatssicherheit.

## Leben
Guske, Sohn eines Bankkaufmanns, legte 1946 in Großenhain das Abitur ab und trat in die CDU ein. Bis 1951 war er im Landratsamt Großenhain angestellt und ging dann zur CDU-Tageszeitung Neue Zeit in Ostberlin, wo er ein Volontariat absolvierte und dann bis 1961 als Redakteur tätig war. Zugleich war er von 1957 bis 1961 Abgeordneter der Stadtbezirksversammlung Berlin-Weißensee.
Von 1958 bis 1964 absolvierte Guske ein Fernstudium der Geschichtswissenschaft an der Humboldt-Universität Berlin. Von 1961 bis 1969 war Guske Redakteur der katholischen Zeitschrift begegnung. 1977 wurde er deren Chefredakteur und war von 1987 bis 1989 Herausgeber des Blattes.
1964 war Guske Mitbegründer der Berliner Konferenz Europäischer Katholiken und von 1965 bis 1990 Mitglied des internationalen Fortsetzungsausschusses. Ab 1985 war er Mitglied des Präsidiums und von 1987 bis 1991 Generalsekretär, später Geschäftsführer der Berliner Konferenz, die besonders eng mit der Partei- und Staatsführung der DDR zusammenarbeitete.
Von 1972 bis 1989 war Guske zudem stellvertretender Vorsitzender der Arbeitsgemeinschaft für Kirchenfragen beim Hauptvorstand der CDU der DDR, dem er selbst von 1987 bis 1989 angehörte.
1970 und 1972 reiste Guske im Auftrag des Sekretariats des Zentralkomitees der SED und unter „Abdeckung“ durch das Ministerium für Staatssicherheit (MfS)  in den Vatikan und traf dort Vertreter des päpstlichen Staatssekretariats, mit denen er Fragen des Verhältnisses der DDR zum Vatikan diskutierte.
Von 1959 bis zum Ende der DDR 1989 war Guske inoffizieller Mitarbeiter des MfS und unter den Decknamen Georg und Hubert erfasst. Die umfangreichen Akten mit seinen zahlreichen Berichten wurde kurz vor dem Ende der SED-Diktatur in der DDR 1989 vom MfS vernichtet.
Nach der Wende und der friedlichen Revolution in der DDR war Guske 1989/90 Mitglied der CDU-Grundwertekommission und Mitbegründer des Christlich-Sozialen Ausschusses. Bis 2002 war er Geschäftsführer des Ökumenischen Friedensforums Europäischer Katholiken und lebt heute in Berlin.

## Ehrungen
- 1981 Vaterländischer Verdienstorden (DDR)

## Schriften (Auswahl)
- Kirche in gewandelter Welt, Berlin 1966.
- Katholisches Leben in der DDR, Berlin 1967.
- Hélder Câmara. Katholiken Lateinamerikas suchen neue Wege, Berlin 1973.
- Chronik der Berliner Konferenz europäischer Katholiken 1964 – 93, Berlin 1999.